# Tropaeolaceae
La familia de las tropeoláceas (Tropaeolaceae) comprende tres géneros de plantas dentro del orden de las brasicales.

## Descripción
Son hierbas anuales o perennes, muchas veces subsuculentas, escandentes o raramente procumbentes, a veces con rizomas tuberosos; plantas hermafroditas. Hojas alternas; láminas enteras, lobadas o palmadamente divididas, peltadas o subpeltadas, palmatinervias; pecíolos largos, normalmente del mismo largo de la lámina o más largos; estípulas presentes o ausentes.
Flores comúnmente solitarias, axilares, vistosas, marcadamente irregulares o a veces subactinomorfas (Trophaeastrum), con pedúnculos largos y péndulos o erectos (Trophaeastrum); sépalos 5, libres, imbricados, uno de ellos en general largamente espolonado; pétalos 5, libres, imbricados, unguiculados, los 2 superiores usualmente más pequeños que los 3 inferiores, enteros, serrados o lobados, ciliados o no; estambres 8, filamentos libres, anteras pequeñas, basifijas, con dehiscencia longitudinal; pistilo simple, estilo delgado, estigma seco, 3-lobado, ovario 3-locular, con 1 óvulo por lóculo.
Fruto un esquizocarpio con 3 mericarpos o sámaras (Magallana); semillas con un embrión grande y recto y 2 cotiledones gruesos, endosperma ausente.